# Pistolet TT
TT (ros. Тульский Токарев, Tulskij Tokariew; oficjalnie 7,62 мм пистолет самозарядный обр. 1933 года, pot. tetetka) – radziecki pistolet samopowtarzalny. W latach 1933–1951 podstawowy pistolet Armii Czerwonej / Radzieckiej. Produkowany w ZSRR do 1967 roku. Szeroko rozpowszechniony w krajach bloku wschodniego, gdzie uruchamiano produkcję licencyjną i/lub opracowywano wersje regionalne.

## Historia
W 1925 roku Fiodor Tokariew skonstruował swój pierwszy pistolet samopowtarzalny. Działał on na zasadzie odrzutu zamka swobodnego. W czasie prób okazało się, że jest to broń celna, ale ma zbyt dużą masę i wymiary. W 1927 roku Tokariewa włączono do składu biura projektowo-konstrukcyjnego przy Tulskich Zakładach Zbrojeniowych (w 1936 roku biuro to otrzymało oficjalną nazwę CpKB-14). W 1927 roku rozpoczęto w tym biurze prace nad nowym pistoletem samopowtarzalnym, następcą rewolwerów Nagant.
Pierwszy prototyp pistoletu skonstruowanego przez grupę konstruktorów kierowaną przez Tokariewa był gotowy w 1930 roku. Posiadał on sprężynę powrotną owiniętą naokoło lufy, ale następny prototyp z tego samego roku miał już sprężynę powrotną umieszczoną pod lufą. Konstrukcja pistoletu Tokariewa była wyraźnie wzorowana na konstrukcjach Johna Browninga (kształt zewnętrzny na M1903, sposób ryglowania na M1911). Oryginalnym rozwiązaniem Tokariewa był mechanizm spustowo-uderzeniowy wykonany w postaci oddzielnego zespołu, ze sprężyną umieszczoną wewnątrz kurka. W tym samym roku odbyły się próby wojskowe, w czasie których pistolet Tokariewa był porównywany z pistoletami skonstruowanymi przez Siergieja Korowina i S.A. Priłuckiego, a także pistoletami zagranicznymi. W wyniku prób postanowiono przyjąć do uzbrojenia pistolet Tokariewa, zalecono także dokonanie drobnych zmian konstrukcyjnych.

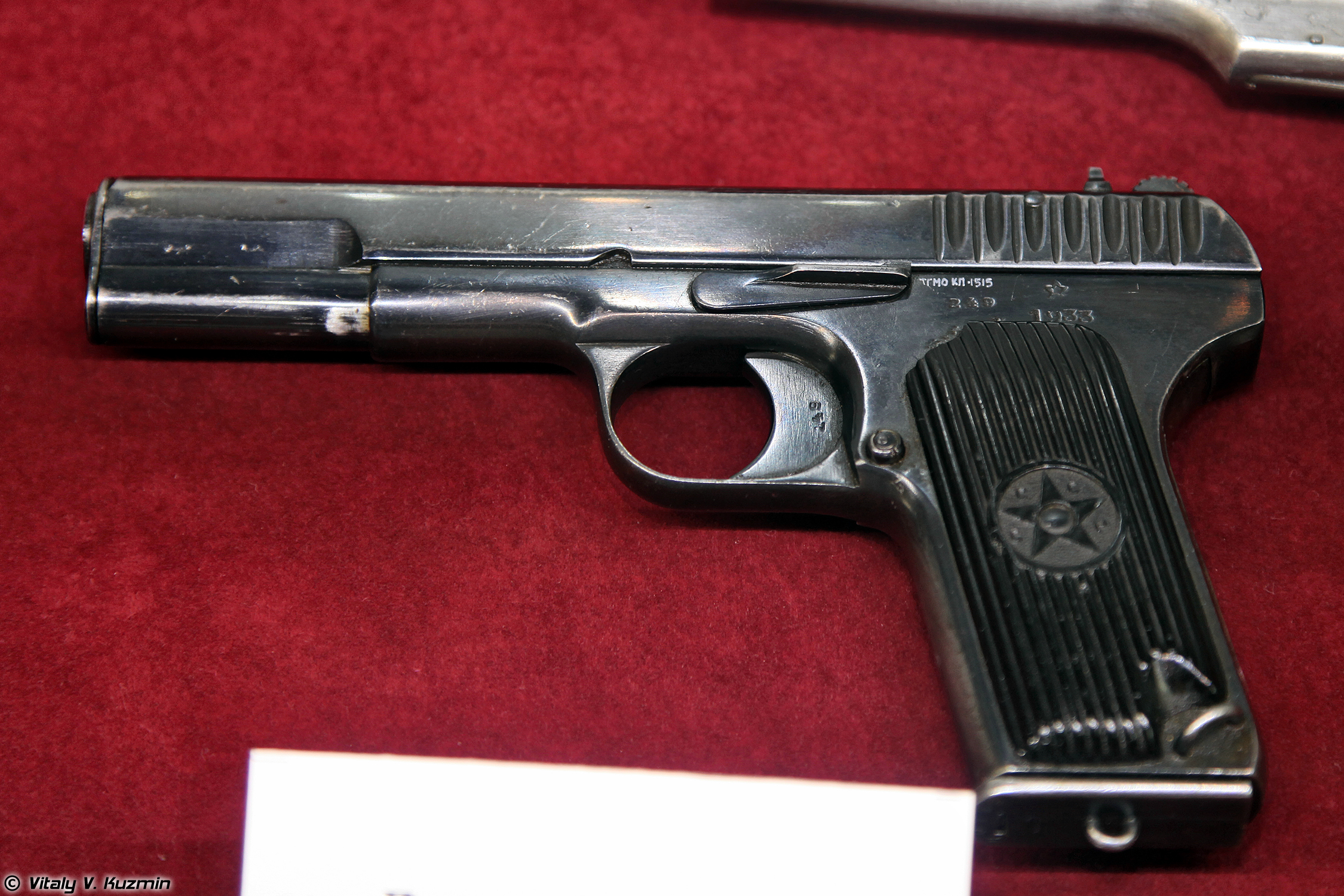
TT-30, pierwsza wersja seryjna

W grudniu 1930 roku (lub styczniu 1931 roku) odbyła się druga tura prób. W ich wyniku ponownie zalecono przyjęcie pistoletu Tokariewa do uzbrojenia. W lutym 1931 roku Rewolucyjna Rada Wojenna Związku Radzieckiego postanowiła zamówić pierwsze 1000 sztuk pistoletu Tokariewa przeznaczonych do prób w jednostkach wojskowych. Jednocześnie pistolet Tokariewa otrzymał oficjalną nazwę 7,62 мм пистолет самозарядный обр. 1930 года (ros. 7,62 mm pistolet samopowtarzalny wz. 1930 roku), jednak najbardziej znany był jako Тульский Токарев (ТТ). W następnych latach pistolet TT był produkowany w zakładach w Tule równolegle z rewolwerem Naganta. W 1933 roku powstała wersja ze zmodernizowanym urządzeniem uderzeniowo-spustowym. Modernizacja miała na celu usprawnienie procesu wytwarzania. Pistolety ze zmodernizowanym urządzeniem spustowym zostały przyjęte do uzbrojenia jako обр. 33 г. (TT-33), a jego produkcję rozpoczęto w 1936 roku.
Początkowo TT nie cieszył się wśród żołnierzy Armii Czerwonej dobrą opinią. Oprócz wad istniejących (na przykład nie najlepszej celności) zarzucano mu także wady wymyślone. W rezultacie w 1938 roku ogłoszono konkurs na nowy pistolet samopowtarzalny kalibru 7,62 mm. W jego wyniku postanowiono zastąpić pistolet TT pistoletem skonstruowanym przez P.W. Wojewodina. Atak Niemiec na ZSRR w 1941 roku uniemożliwił rozpoczęcie produkcji pistoletu Wojewodina, a TT w trakcie II wojny światowej na tyle ugruntował swoją pozycję, że plany jego wycofania z uzbrojenia zarzucono.

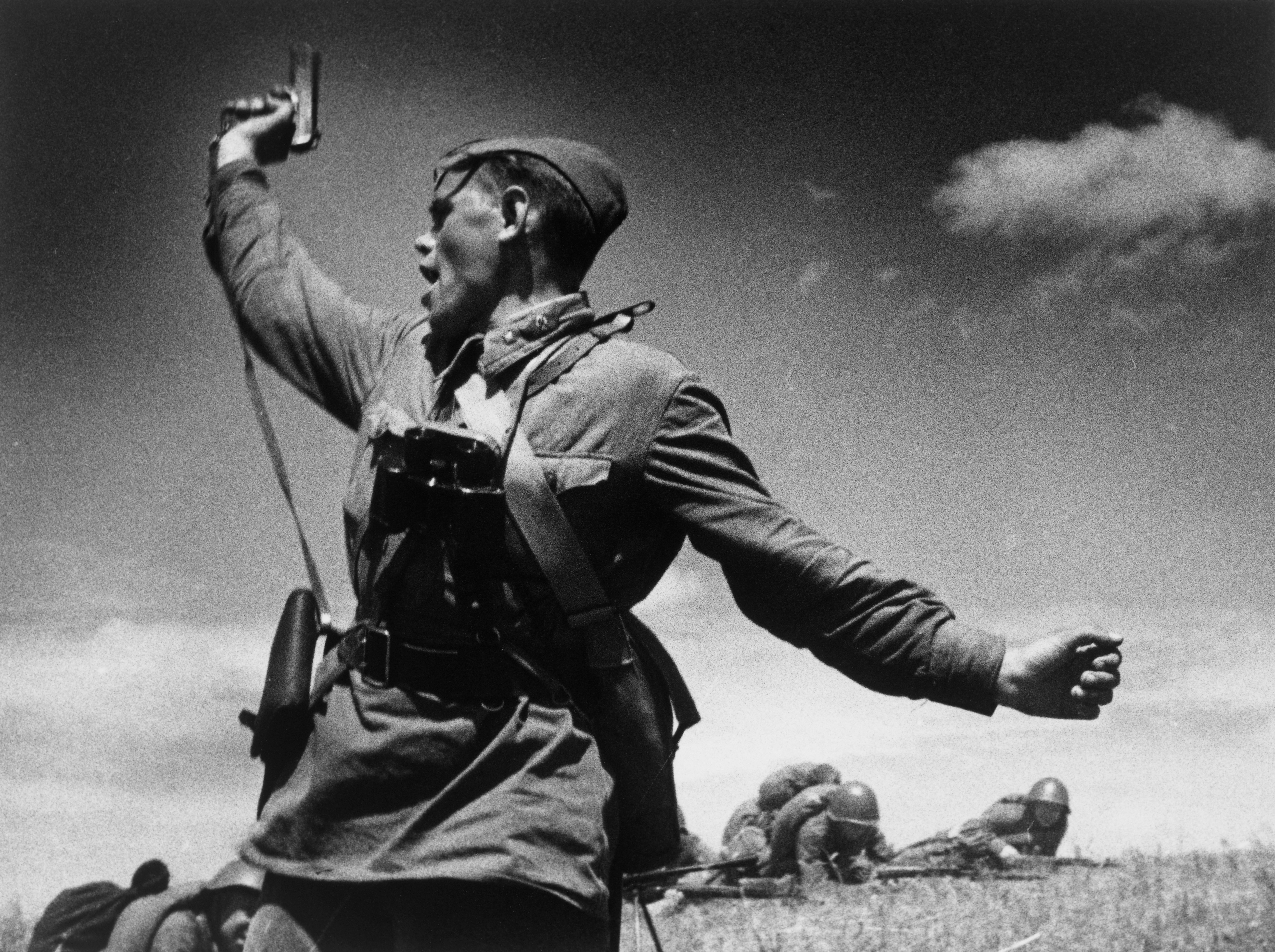
Słynna fotografia Kombat najprawdopodobniej przedstawiająca politruka Ołeksija Jeremenkę, podrywającego do ataku radzieckich żołnierzy z pistoletem TT w uniesionej dłoni, lato 1942 roku

W czasie II wojny światowej zakłady produkujące pistolety TT zostały ewakuowane z Tuły do Iżewska. Pozostali w Tule pracownicy zakładów zbrojeniowych, korzystając ze starych, wyremontowanych obrabiarek, prowadzili remonty dostarczanych z frontu pistoletów, a także montowali nowe egzemplarze z pozostawionych w magazynach części. W listopadzie i grudniu 1941 roku udało się im odesłać ponownie na front ponad 500 sztuk pistoletu TT. Po odparciu Wehrmachtu spod Moskwy zakłady w Tule odbudowano i wznowiono w nich produkcję. Poza Tułą i Iżewskiem produkcję pistoletu TT uruchomiono także w Kowrowie. Do 1942 roku wyprodukowano w ZSRR 735 tysięcy pistoletów TT.
Po wojnie produkcję pistoletu TT kontynuowano. Egzemplarze powojenne mają inny wzór nacięć ułatwiających odciąganie zamka (nacięcia są drobniejsze). Na początku lat 50. XX wieku do uzbrojenia Armii Radzieckiej wprowadzono następcę pistoletu TT – skonstruowany przez Nikołaja Makarowa pistolet PM, jednak produkcję „tetetki” zakończono w ZSRR dopiero w 1967 roku.
Po II wojnie światowej licencja na produkcję pistoletu TT została przekazana większości krajów bloku wschodniego znajdujących się w strefie wpływów ZSRR. Szacuje się, że powstało łącznie blisko 3 mln tych pistoletów. Obecnie w Chińskiej Republice Ludowej produkowane są (głównie na eksport) zmodyfikowane wersje pistoletu TT – pistolety M 54, M 213, M 201C, NP 10, NP 11, NP 15, NP 17.
TT był do końca lat pięćdziesiątych produkowany również w Polsce przez Zakłady Metalowe Łucznik w Radomiu. W Ludowym Wojsku Polskim nosił oznaczenie 7,62 mm pistolet wojskowy wz. 33 (pw wz. 33). Został zastąpiony pistoletem P-64.
Zaletą pistoletu TT jako broni wojskowej była duża przebijalność jego silnej amunicji, wadą między innymi brak nastawnego bezpiecznika – jedynym zabezpieczeniem tej broni jest naciągnięcie kurka na ząb zabezpieczający, co unieruchamia spust. Z powodu niskiej jakości materiałów i pospiesznej obróbki części, wiele wyprodukowanych pistoletów TT było bardzo niecelnych.

## Wersje

### ZSRR
- TT-30 – pierwsza wersja seryjna.
- TT-33 – wersja seryjna ze zmodernizowanym urządzeniem spustowo-uderzeniowym.
- R-3, R-4 – skonstruowane przez Sewriugina wersje treningowe kalibru 5,6 mm (.22LR).

### Polska

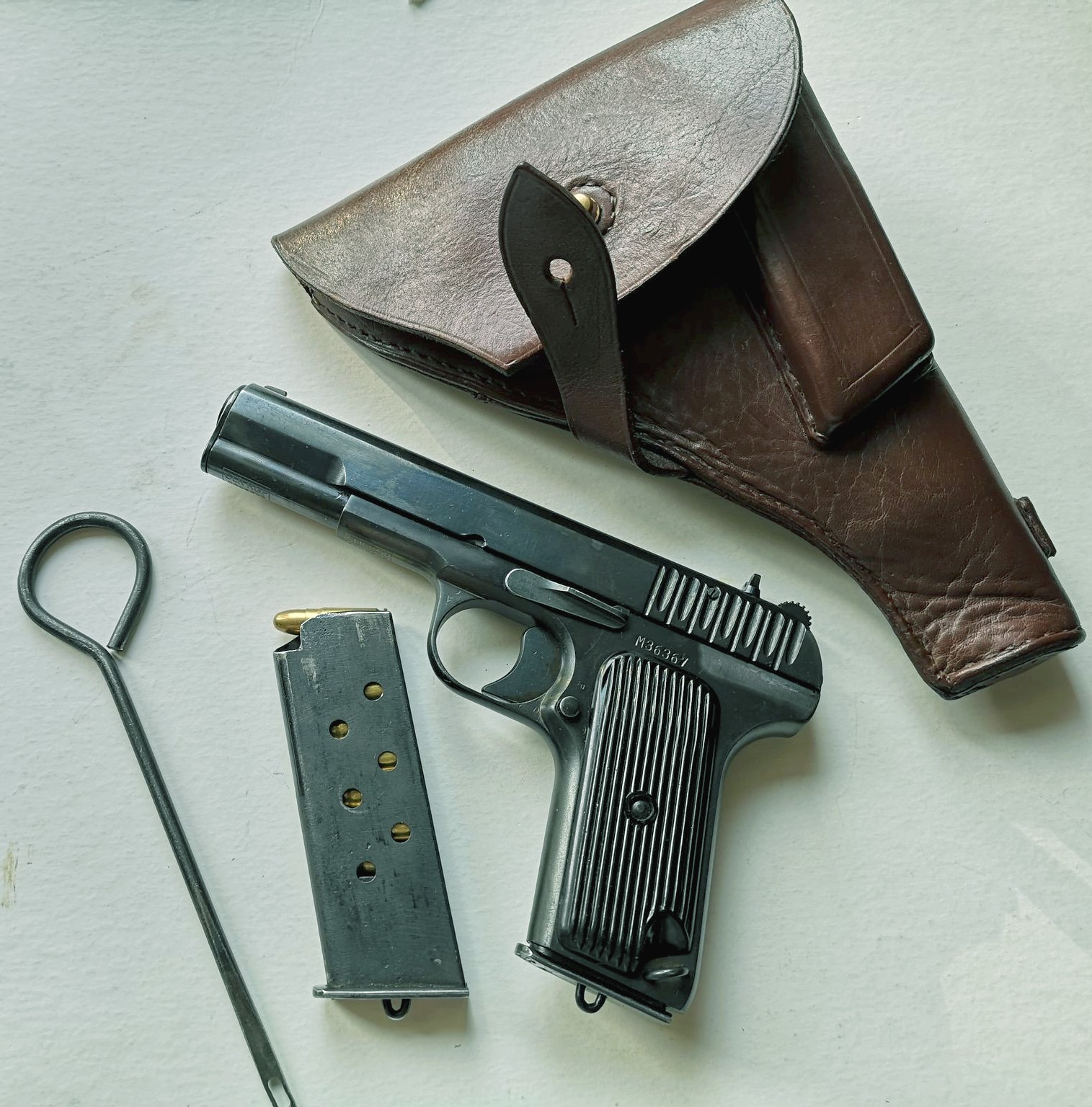
wzór 1933 (Polska)

- Pistolet wzór 1933[1] – pistolet odpowiadający wersji TT-33. Odróżniają się wybitym na zamku oznaczeniem zakładów Łucznik (liczba 11 w owalu) z Radomia. Egzemplarze produkowane do lat 50. XX wieku mają na lewej okładce chwytu litery FB w trójkącie (skrót od Fabryka Broni), na prawej stylizowane litery PW (Pistolet Wojskowy), później stosowano okładki bez tych oznaczeń.
- „Sportowy”[potrzebny przypis] – wersja treningowa kalibru .22LR.
- „Gazowy”[potrzebny przypis] – wersja gazowa 8 mm BUSS (Biuro usprawnień sprzętu specjalnego), nie posiada rygli w zamku ryglujących lufę, jest krótszy od normalnego pistoletu TT wz. 33.

### Węgry

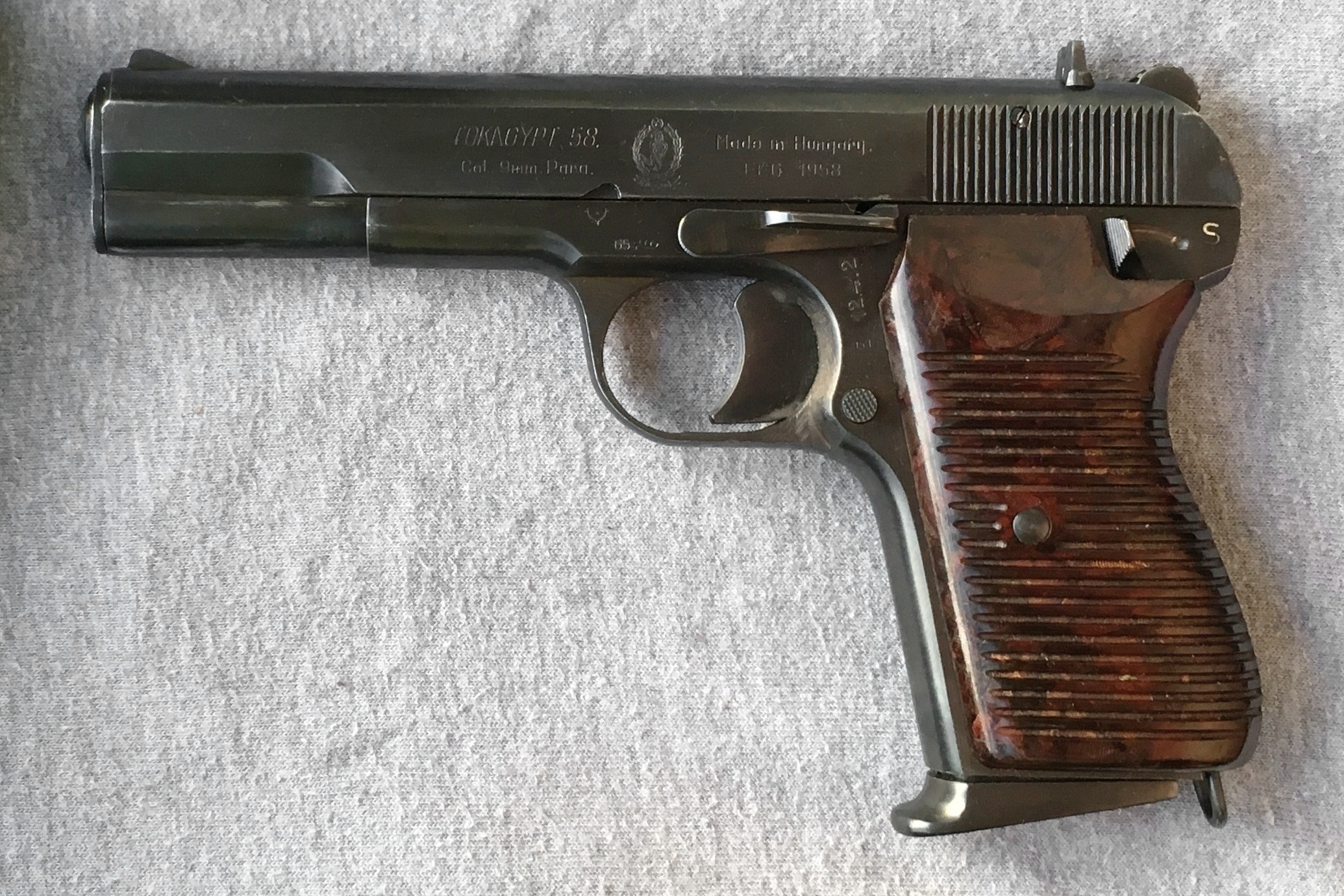
Tokagypt 58 (Węgry), wersja eksportowa dla Egiptu

- FEG 48M – identyczny z TT-33. Jedyną różnicą są oznaczenia na zamku i węgierskie godło państwowe na lewej okładce chwytu (oznaczenie 48M nosiła także produkowana na Węgrzech wersja pistoletu maszynowego PPSz, oraz pistolet wzorowany na Waltherze PP).
- Tokagypt 58 (T 58, Firebird, Super 12) – opracowana na Węgrzech, dla Egiptu, wersja kalibru 9 × 19 mm Parabellum wyposażona w bezpiecznik nastawny umieszczony na szkielecie.

### Jugosławia

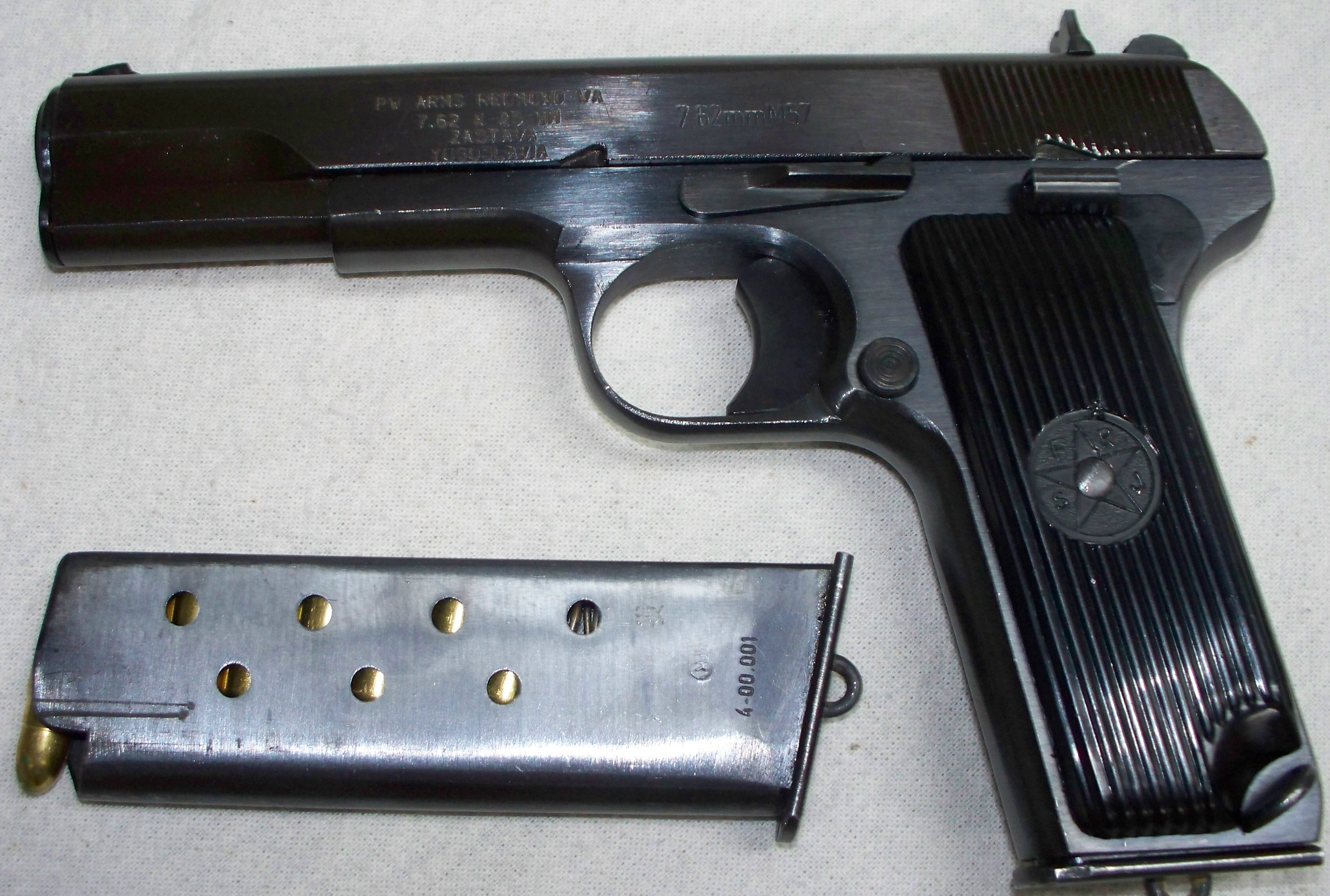
M57 (Jugosławia)

- M57 – wersja z magazynkiem powiększonym do 9 naboi i w związku z tym wydłużonym chwytem.
- M60 i M65 – produkowane w krótkich seriach wersje kalibru 9 × 19 mm Parabellum.
- M70(d) – wersja kalibru 9 × 19 mm Parabellum. W odróżnieniu od M60 i M65 produkowana w dużych ilościach (podobne oznaczenie M70 nosiły produkowane w Jugosławii pistolety kalibru 7,65 × 17 mm SR Browning).
- M70A – wersja pistoletu M70(d) wyposażona w bezpiecznik nastawny umieszczony na zamku.
- M88 – skonstruowany w połowie lat 80. XX wieku pistolet kalibru 9 × 19 mm Parabellum o konstrukcji łączącej M70(d, zasada działania) i małogabarytowych M70 kalibru 7,65 mm (konstrukcja bezpiecznika). Poza wersją M88 z bezpiecznikiem na szkielecie produkowano wersję M88A z bezpiecznikiem na zamku.

### Chiny

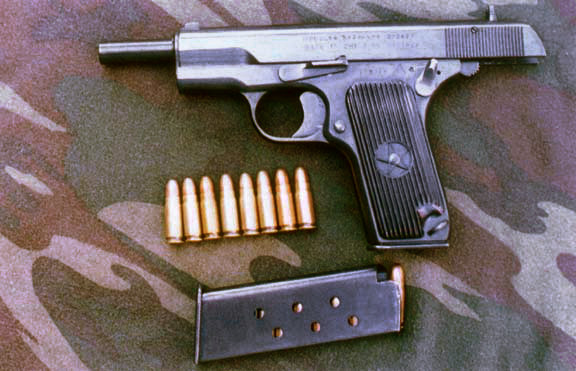
Typ 54 (Chiny)

- Typ 51 (M 51) – identyczny jak TT-33, nacięcia na zamku jak w pistoletach TT produkowanych przed i w czasie wojny.
- Typ 54 (M 54, M 54-1, M20) – identyczny jak Typ 51 (M 51) poza nacięciami na zamku (zastosowano gęste nacięcia). Egzemplarze eksportowane nosiły początkowo oznaczenie M20.
- M 213 – eksportowa wersja kalibru 9 × 19 mm Parabellum z magazynkiem o pojemności 8 nabojów. Posiada bezpiecznik nastawny na szkielecie.
- M 213A – wersja M 213 wyposażona w dwurzędowy magazynek o pojemności 14 nabojów.
- M 213B (M201C) – różni się od M 213A ergonomicznymi okładkami chwytu.
- NP 10 – wersja eksportowa, różni się od M 201C kształtem chwytu. Najczęściej spotykane są egzemplarze NP 10 kalibru 7,62 × 25 mm TT, ale sprzedawane są także komplety (lufa + magazynek) pozwalające przystosować ten pistolet do strzelania nabojami 9 × 19 mm Parabellum i .38 Super.
- NP 11 – wersja eksportowa. Ze względów marketingowych ma całkowicie zmieniony kształt zewnętrzny (przypomina Colta M1911), ale budowa wewnętrzna jest prawie identyczna do M 213. Bezpiecznik na zamku.
- NP 15 – wersja eksportowa. Podobny do NP 11, ale skrzydełko bezpiecznika na szkielecie.
- NP 17 – wersja eksportowa. Pistolet sportowy kalibru 9 × 19 mm Parabellum wyposażony w urządzenie wylotowe pełniące rolę osłabiacza podrzutu i odrzutu.

### Korea Północna
- Typ 66 – bardziej znany pod błędną nazwą Typ 68. Jest to najbardziej zmodyfikowana wersja pistoletu TT. Modyfikacje są na tyle duże, że części pistoletów TT i Typ 66 są całkowicie niewymienne.

## Opis techniczny

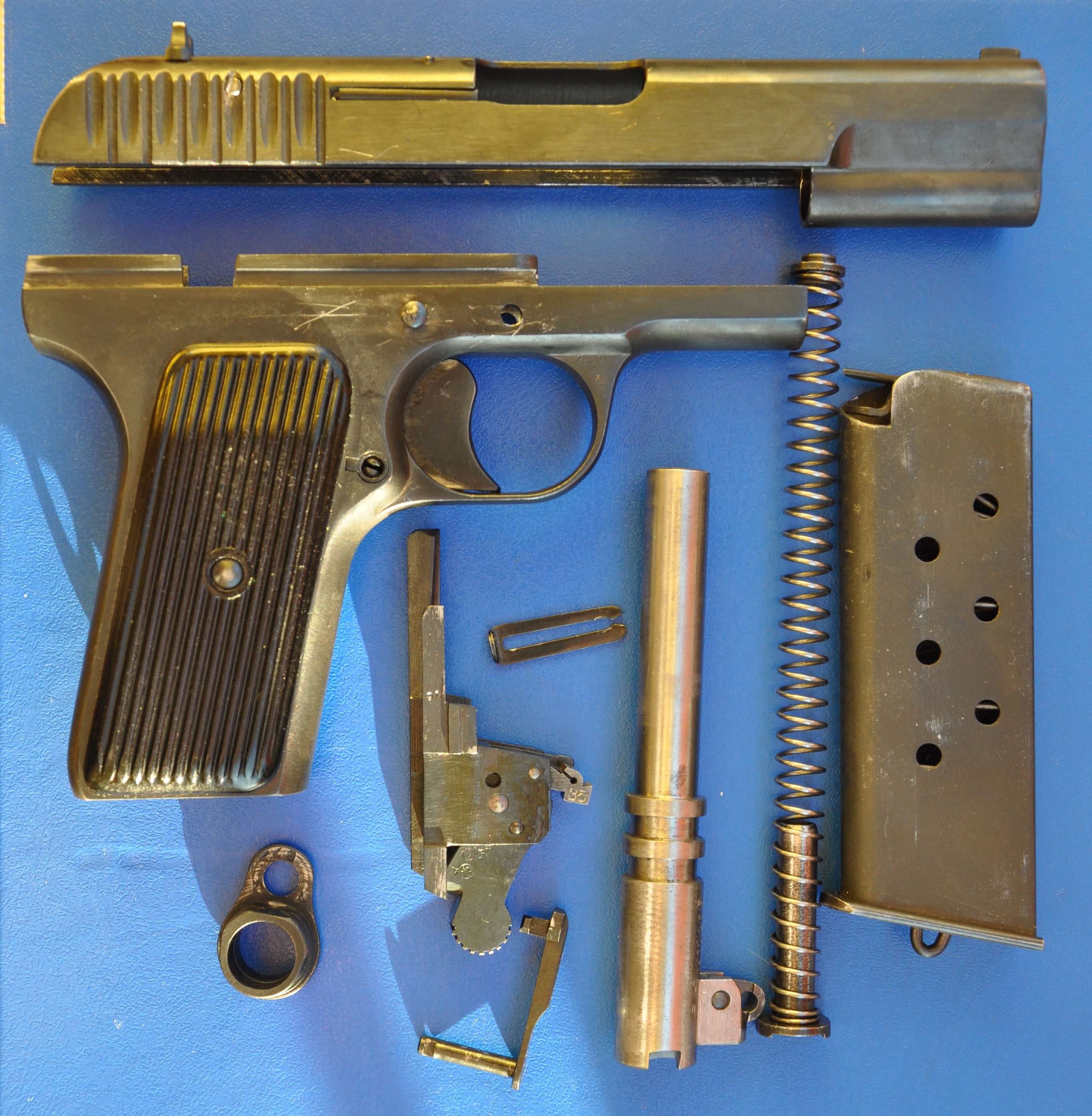
TT rozłożony na części

Pistolet TT działał na zasadzie krótkiego odrzutu lufy, zamek ryglowany przez przekoszenie lufy. Połączenie lufy z zamkiem w położeniu zaryglowanym zapewniają dwa występy ryglowe wchodzące w wyżłobienia w zamku. Odryglowanie zapewniał ruchomy łącznik. Mechanizm spustowo-uderzeniowy kurkowy bez samonapinania (SA). TT nie miał bezpiecznika zewnętrznego. Jedynym zabezpieczeniem jest ząb zabezpieczający (wstępnego napięcia) kurka. Po wystrzeleniu ostatniego naboju z magazynka zamek zatrzymywał się w tylnym położeniu na zaczepie zamka. TT miał stałe przyrządy celownicze składające się z muszki i szczerbinki (były stosowane szczerbinki o różnych wysokościach oznaczone numerami od 1 do 5). Magazynek 8-nabojowy, jednorzędowy. Pistolet zasilany jest nabojami 7,62 × 25 mm TT stanowiącymi zmodyfikowaną wersję naboju 7,63 × 25 mm Mauser.